# Frank Wilfred Jordan
Frank Wilfred Jordan (Canterbury, 6 de outubro de 1881 – 12 de janeiro de 1941) foi um físico britânico, que juntamente com William Eccles inventou o circuito flip-flop em 1918. Este circuito tornou-se a base das memórias eletrônicas em computadores.

## Publicações
- F.W. Jordan (1907) "An instrument for measuring the strength of an intense horizontal confined magnetic field," Proceedings of the Physical Society of London, vol. 21, pages 922–925.
- F. W. Jordan (1912) "An improved Joule radiometer and its applications," Proceedings of the Physical Society of London, vol. 25, pages 66–73.
- F. W. Jordan (1913) "A new type of thermogalvanometer," Proceedings of the Physical Society of London, vol. 26, pages 165–171.
- F. W. Jordan (1914) "Some novel laboratory experiments," Proceedings of the Physical Society of London, vol. 27, pages 461–476.
- W H Eccles and F W Jordan (1918) "A small direct-current motor using thermionic tubes instead of sliding contacts," Proceedings of the Physical Society of London, vol. 31, pages 151–153.
- W. H. Eccles and F. W. Jordan (19 September 1919) "A trigger relay utilizing three-electrode thermionic vacuum tubes," The Electrician, vol. 83, page 298. Reprinted in: Radio Review, vol. 1, no. 3, pages 143–146 (December 1919).
- W. H. Eccles and F. W. Jordan (1919) "A method of using two triode valves in parallel for generating oscillations," The Electrician, vol. 8, no. 3, page 299.
- W. H. Eccles and F. W. Jordan (1919) "Sustaining the vibration of a tuning fork by a triode valve," The Electrician, vol. 8, no. 2, page 704.
- F. W. Jordan (1919) "A method of measuring the amplification of a radio-frequency amplifier," Proceedings of the Physical Society of London, vol. 32, pages 105–115.
- W. H. Eccles and F. W. Jordan (1920) "A method of amplifying electrical variations of low frequency," The Electrician, vol. 8, no. 5, page 176.

## Patentes
- Frank Wilfred Jordan, "Improvements relating to radiometers, thermogalvanometers, and the like" British patent number: GB 191226631 (filed: 1912; published: 20 November 1913).
- William Henry Eccles and Frank Wilfred Jordan, "Improved method of generating electric oscillations" British patent number: GB 149018 (filed: 20 March 1918; published: 12 August 1920).
- William Henry Eccles and Frank Wilfred Jordan, "Improvements in applications of thermionic valves to production of alternating currents and relaying" British patent number: GB 155854 (filed: 17 April 1918; published: 6 January 1921).
- William Henry Eccles and Frank Wilfred Jordan, "Improvements in ionic relays" British patent numbers: GB 148582 (filed: 21 June 1918; published: 5 August 1920) and GB 149702 (field 21 June 1918; published: 26 August 1920).